# Club Deportivo Deportes Valdivia
Ej att förväxla med den 1991 år nedlagda klubben Club de Deportes Valdivia.
Club Deportivo Deportes Valdivia är en fotbollsklubb från staden Valdivia i Chile. Klubben grundades den 19 september 2003. Staden Valdivia hade inget professionellt fotbollslag mellan åren 2000 och 2003. Tidigare hade Club de Deportes Valdivia varit de främsta från staden, men efter nedläggningen 1991 representerades staden av tre andra klubbar under 90-talet: Real Valdivia, Los Ánimas och Regional Valdivia. Deportes Valdivia började med att spela i Tercera A, den tredje högsta divisionen och låg kvar där fram till 2009, då klubben åkte ner till Tercera B. Idag spelar Deportes Valdivia på Estadio Parque Municipal som tar 5 397 åskådare. Klubbens färger är röd och vit och hemmastället är mest vitlagt med röda detaljer. 